# 関郵便局 (三重県)

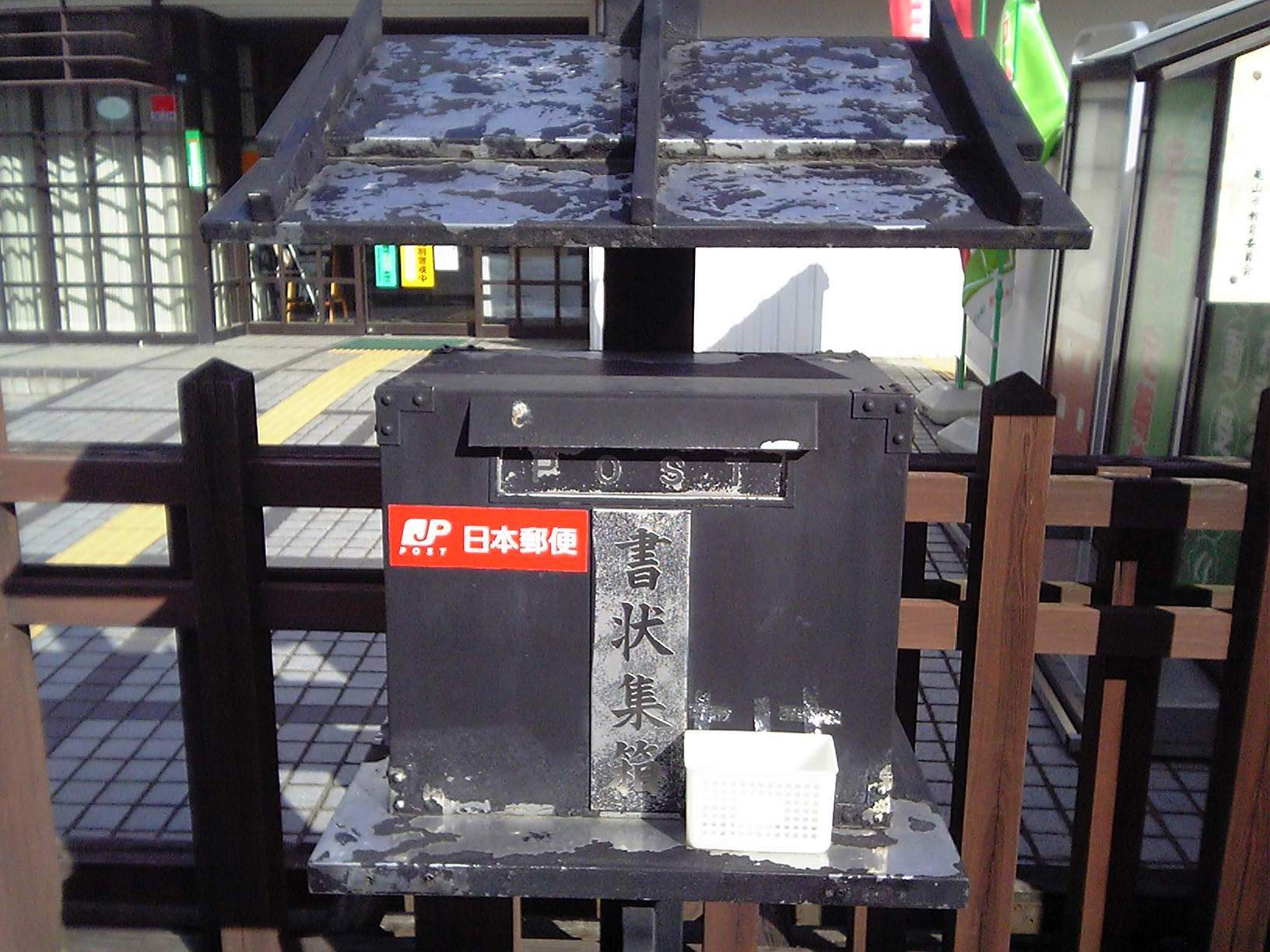
関宿の街並みに調和するように設置された郵便局前のポスト（2009年12月31日）

関郵便局（せきゆうびんきょく）は、三重県亀山市にある郵便局。民営化前の分類では無集配特定郵便局であった。

## 概要
住所：〒519-1112 三重県亀山市関町中町428-6
かつては集配郵便局であったが、2006年（平成18年）に集配業務を亀山郵便局へ移管し無集配郵便局となった。

## 沿革
- 1871年4月20日（明治4年3月1日） - 日本の近代郵便制度の創設とともに関郵便取扱所として開設[1]。
- 1873年（明治6年）4月 - 関郵便役所となる。
- 1875年（明治8年）1月1日 - 関郵便局（四等）となる。
- 1885年（明治18年）6月20日 - 貯金取扱を開始。
- 1888年（明治21年）6月1日 - 為替取扱を開始。
- 1971年（昭和46年）10月22日 - 電話交換および和文電報配達業務を、亀山電報電話局に移管[2]。
- 1984年（昭和59年）11月19日 - 鈴鹿郡関町木崎から同町中町に移転するとともに、加太郵便局から集配業務を移管。
- 1985年（昭和60年）7月1日 - 坂下郵便局の廃止に伴い、電気通信業務を除く取扱事務を承継。
- 2006年（平成18年）10月1日 - 亀山郵便局へ集配業務を移管、無集配局となる[3]。
- 2007年（平成19年）10月1日 - 民営化。
- 2012年（平成24年）10月1日 - 日本郵便株式会社発足。

## 取扱内容
- 郵便、印紙、ゆうパック、内容証明
- 貯金、為替、振替、振込、国際送金、国債
- 生命保険、バイク自賠責保険
- ゆうちょ銀行ATM

## 周辺
- 亀山市役所 関支所（旧関町役場）
- 亀山市立関小学校
- 亀山市立関中学校
- 旧東海道関宿
- 道の駅関宿
- 国道1号

## アクセス
- JR関西本線 関駅から北西へ500メートル、徒歩で約7分。
- 亀山市コミュニティバス：西部ルート「地蔵院前」停留所、もしくは「関宿中町」停留所下車。
- 東名阪自動車道 亀山ICから西へ約2.5km、名阪国道（国道25号）関ICから北西へ約2km。
- 駐車場あり：7台